# 泰国总理列表
本列表列出泰国歷任政府首腦。泰國政府首腦稱作首席國務大臣（意译“国家首席大臣”）、通稱或，一般由泰國國會的多數黨領袖出任，再請泰國君主指定，惟過去不少時間是由軍方人士出任首席國務大臣。泰國憲法規定泰國君主為虛位元首，但仍是國家及其完整統一的代表。現任總理是为泰党籍的佩通坦·欽那瓦，於2024年8月16日就任至今。

## 由来
在拉達那哥欣時代，暹羅國王拉瑪一世延續阿瑜陀耶王國時代的制度實行貴族政治，將政府分为六大部，由各亲王统理，其中之四持有封地：防卫部于南方、内政部于北方及西方、宝藏部于首都南方，勐部于首都近郊。余下两部为土地部及王宫部。军队則由国王任命的第二王统辖。其中以防衛「薩穆哈卡拉洪」 （สมุหกลาโหม）與內政「薩穆哈納優」（สมุหนายก）二部為兩大首席大臣（อัครมหาเสนาบดี，羅馬拼音：Akkhramahasenabodi）輔佐國王行政。這段時期，汶納家族成為僅次於王室的第二大家族，多人出任首席大臣職務，長期壟斷泰國政治。
1874年4月15日，暹羅國王拉瑪五世於前宮危機後廢除第二王的職務與貴族政治、成立皇家樞密院，由49位王室要員和官員組成，並分別任命其亲信扎格帕滴蓬亲王为财政大臣、委任丹龙亲王负责内政及教育、连襟德瓦翁亲王为外交大臣。為國王首次通過類內閣的形式行使權力。
1925年7月14日，拉瑪六世成立暹罗国最高政务会凌駕於樞密院，任用以潘努朗吉西為首的5名王室要員為成員，以輔佐國王。
1925年11月，暹羅國王拉瑪六世駕崩，由於没有男性子嗣，所以他留下的遗诏任命其王弟拉瑪七世即位，拉瑪七世即位不久後就遇上世界經濟危機（大蕭條），暹羅亦未能倖免。
這位受歐式教育的年輕國王，為節省開支，解僱了大量的宮中勞力，引起了普遍不滿，再加上當時不樂觀的經濟形勢，最終導致了民党（Khana Ratsadon）军人在1932年夏天发动不流血的軍事政變，廢止了暹羅最高國務委員會并成立了君主立憲制的軍政府。新政府給了國王兩個選擇：把權力交給新成立的國會，並繼續擔任國王（君主立憲）或者直接退位，改建共和。拉瑪七世選擇了保留王位，並做了以下著名的答覆：「為了使成立君主立憲制政府的過程能夠盡可能柔和地進行，我同意成為一個傀儡。」
6月27日，拉瑪七世签署和颁布了全称为《1932年暹罗宪法统治临时条例》的临时宪法。在临时议员中选出了十五名委员组成国民委员会——内阁，接替临时军政府。在内阁会议上，原上诉法院院长披耶·玛奴巴功侯爵被选为第一任泰國首相和民党主席，於1932年6月28日就職；首部憲法於1932年12月10日頒布。而皇家樞密院則成為皇家顧問委員會。就這樣，成立了150年的暹羅王國，從此成為了君主立憲，但並非民主的國家。1949年5月11日，暹羅更名為泰王國。
根据現時宪法，首相不一定需要成為议会的议员身份，但必須獲得眾議院過半數議員支持，即其委任必须获得國會的批准通过，再由国王任命才能组建内阁。

## 历任泰国總理
泰國憲法中，由於未特別註明擔任泰國首相者必須為泰國原居民或於泰國出生，而是強調一定要是泰國永久居民。所以泰國的總理自銮披汶·颂堪起，無論出身文武，幾乎就任總理者皆為華裔泰國人或有華裔血統。相反，泰國原居民出身的總理却不足5位。
政党颜色表
| 屆次 | 任次 | 首席國務大臣                                    | 首席國務大臣                              | 在職期間                                   | 所属政党       | 備考                                                                                   | 国王     |
| ---- | ---- | ----------------------------------------------- | ----------------------------------------- | ------------------------------------------ | -------------- | -------------------------------------------------------------------------------------- | -------- |
| 1    | 1    | 披耶·玛奴巴功 侯爵                              |                                           | 1932年6月28日－1933年6月21日 （358天）     | 无党籍         |                                                                                        | 拉玛七世 |
| 2    | 2    | 披耶帕凤 上校                                   |                                           | 1933年6月21日－1938年12月16日 （5年178天） | 人民党         | 軍人                                                                                   | 拉玛七世 |
| 2    | 2    | 披耶帕凤 上校                                   | 拉玛八世                                  | 1933年6月21日－1938年12月16日 （5年178天） | 人民党         | 軍人                                                                                   |          |
| 3    | 3    | 銮披汶·颂堪 元帥                                |                                           | 1938年12月16日－1944年8月5日 （5年233天）  | 人民党         | 軍人 第1次                                                                             |          |
| 4    | 4    | 宽·阿派旺 少校                                  |                                           | 1944年8月6日－1945年8月31日 （1年25天）    | 无党籍         | 第1次                                                                                  |          |
| 5    | 5    | 他威·汶耶革                                     |                                           | 1945年8月31日－1945年9月17日 （17天）      | 自由泰人运动   | 辭職                                                                                   |          |
| 6    | 6    | 社尼·巴莫                                       |                                           | 1945年9月17日－1946年1月31日 （136天）     | 自由泰人运动   | 第1次                                                                                  |          |
| 7    | -    | 宽·阿派旺少校                                   |                                           | 1946年1月31日－1946年3月24日 （52天）      | 无党籍         | 第2次                                                                                  |          |
| 8    | 7    | 比里·帕侬荣                                     |                                           | 1946年3月24日－1946年8月23日 （152天）     | 自由泰人运动   | 文官政府                                                                               |          |
| 8    | 7    | 比里·帕侬荣                                     | 拉玛九世                                  | 1946年3月24日－1946年8月23日 （152天）     | 自由泰人运动   | 文官政府                                                                               |          |
| 9    | 8    | 銮探隆·那瓦沙瓦 海軍少将                        |                                           | 1946年8月23日－1947年11月8日 （1年77天）   | 宪法阵线       | 軍人                                                                                   |          |
| -    | -    | 屏·春哈旺                                       |                                           | 1947年11月8日 - 1947年11月10日 (2天)       | 軍人           | 通過政變上台                                                                           |          |
| 10   | -    | 宽·阿派旺 少校                                  |                                           | 1947年11月10日－1948年3月1日 （112天）     | 民主党         | 第3次                                                                                  |          |
| 11   | -    | 銮披汶·颂堪 元帥                                |                                           | 1948年3月1日－1955年2月26日 （6年362天）   | 軍人           | 第2次                                                                                  |          |
| -    | -    | 銮披汶·颂堪 元帥                                | 1955年2月26日－1957年9月17日 （2年203天） | 軍人 、 玛兰卡西自由党                     | 「民主试验」   |                                                                                        |          |
| -    | -    | 沙立·他那叻 元帥                                |                                           | 1957年9月16日 - 1957年9月21日 (5天)        | 軍人           | 1957年通過政變上台                                                                     |          |
| 12   | 9    | 乃朴·沙拉信                                     |                                           | 1957年9月21日－1958年1月1日 （102天）      | 无党籍         |                                                                                        |          |
| 13   | 10   | 他侬·吉滴卡宗上将                               |                                           | 1958年1月1日－1958年10月20日 （292天）     | 軍人           | 第1次                                                                                  |          |
| 14   | 11   | 沙立·他那叻 元帥                                |                                           | 1958年10月20日－1963年12月8日 (5年48天)    | 軍人           | 1958年通過政變上台                                                                     |          |
| 15   | -    | 他侬·吉滴卡宗 元帥                              |                                           | 1963年12月9日－1973年10月14日 （9年309天） | 軍人           | 第2次                                                                                  |          |
| 16   | 12   | 讪耶·探玛塞                                     |                                           | 1973年10月14日－1975年2月15日 （1年124天） | 无党籍         |                                                                                        |          |
| 17   | -    | 社尼·巴莫                                       |                                           | 1975年2月15日－1975年3月14日 （27天）      | 民主党         | 第2次                                                                                  |          |
| 18   | 13   | 克立·巴莫                                       |                                           | 1975年3月14日－1976年4月20日 （1年37天）   | 社会行动党     |                                                                                        |          |
| 19   | -    | 社尼·巴莫                                       |                                           | 1976年4月20日－1976年10月6日 （169天）     | 民主党         | 第3次                                                                                  |          |
| -    | -    | 沙鄂·差罗如 สงัด ชลออยู่ Sangad Chaloryu           |                                           | 1976年10月6日 - 1976年10月8日 (2天)        | 軍人           | 1976年通過政變上台                                                                     |          |
| 20   | 14   | 他宁·盖威迁                                     |                                           | 1976年10月6日－1977年10月20日 （1年14天）  | 无党籍         |                                                                                        |          |
| -    | -    | 沙鄂·差罗如 สงัด ชลออยู่ Sangad Chaloryu           |                                           | 1977年10月20日 - 1977年11月10日 (21日)     | 軍人           | 1977年通過政變上台                                                                     |          |
| 21   | 15   | 江萨·差玛南 上将                                |                                           | 1977年10月20日－1980年3月3日 （2年135天）  | 軍人           |                                                                                        |          |
| 22   | 16   | 炳·廷素拉暖 上将                                |                                           | 1980年3月3日－1988年8月4日 （8年154天）    | 軍人           |                                                                                        |          |
| 23   | 17   | 差猜·春哈旺 上将                                |                                           | 1988年8月4日－1991年2月23日 （2年203天）   | 国民党 、 軍人 |                                                                                        |          |
| -    | -    | 顺通·空颂蓬 上将 國家維持和平委員會主席         |                                           | 1991年2月23日－1991年3月2日 （7天）        | 軍人           | 1991年通過政變上台                                                                     |          |
| 24   | 18   | 阿南·班雅拉春                                   |                                           | 1991年3月2日－1992年4月7日 （1年36天）     | 无党籍         | 第1次                                                                                  |          |
| 25   | 19   | 素金达·甲巴允 陸軍上将                          |                                           | 1992年4月7日－1992年5月24日 （47天）       | 軍人           |                                                                                        |          |
| 代理 | -    | 米猜·雷初攀                                     |                                           | 1992年5月24日－1992年6月10日 （17天）      | 无党籍         |                                                                                        |          |
| 26   | -    | 阿南·班雅拉春                                   |                                           | 1992年6月10日－1992年9月23日 （105天）     | 无党籍         | 第2次                                                                                  |          |
| 27   | 20   | 川·立派                                         |                                           | 1992年9月23日－1995年7月12日 （2年292天）  | 民主党         | 第1次                                                                                  |          |
| 28   | 21   | 班汉·西巴阿差                                   |                                           | 1995年7月12日－1996年12月1日 （1年142天）  | 国民党         |                                                                                        |          |
| 29   | 22   | 差瓦立·永猜裕 陸軍上将                          |                                           | 1996年12月1日－1997年11月9日 （343天）     | 新希望党       |                                                                                        |          |
| 30   | -    | 川·立派                                         |                                           | 1997年11月9日－2001年2月9日 （3年92天）    | 民主党         | 第2次                                                                                  |          |
| 31   | 23   | 他信·西那瓦 警察中校                            |                                           | 2001年2月9日－2006年9月19日 （5年222天）   | 泰愛泰黨       | 泰國君主立憲後首位完成任期且成功連任的總理                                             |          |
| -    | -    | 颂提·汶耶拉卡林 陸軍上将 国家管理改革委员会主席 |                                           | 2006年9月19日－2006年10月1日 （12天）      | 軍人           | 2006年通過政變上台                                                                     |          |
| 32   | 24   | 素拉育·朱拉暖 陸軍上将                          |                                           | 2006年10月1日－2008年1月29日 （1年120天）  | 无党籍         | 軍人                                                                                   |          |
| 33   | 25   | 沙马·顺达卫                                     |                                           | 2008年1月29日－2008年9月9日 （224天）      | 人民力量黨     |                                                                                        |          |
| 代行 | -    | 颂猜·旺沙瓦                                     |                                           | 2008年9月9日－2008年9月18日 （9天）        | 人民力量黨     |                                                                                        |          |
| 34   | 26   | 颂猜·旺沙瓦                                     | 2008年9月18日－2008年12月2日 （75天）     |                                            | 人民力量黨     |                                                                                        |          |
| 代理 | -    | 差瓦拉·參威拉恭                                 |                                           | 2008年12月2日－2008年12月15日 （13天）     | 无党籍         | 文官政府                                                                               |          |
| 35   | 27   | 阿披实·威差奇瓦                                 |                                           | 2008年12月15日－2011年8月5日 （2年233天）  | 民主党         |                                                                                        |          |
| 36   | 28   | 英拉·西那瓦                                     |                                           | 2011年8月5日－2014年5月7日 （2年275天）    | 为泰党         | 泰國史上首位女總理，2014年流亡                                                         |          |
| 代理 | -    | 尼瓦塔隆·汶颂派讪                               |                                           | 2014年5月7日－2014年5月22日 （15天）       | 为泰党         |                                                                                        |          |
| 37   | 29   | 巴育·占奥差 陸軍上将 全国维持和平秩序委员会主席 |                                           | 2014年8月24日－2022年8月24日 （8年0天）    | 軍人           | 2014年通過政變上台，2014年至2019年通过全国维持和平秩序委员会统治，2022年遭宪法法院停职 |          |
| 37   | 29   | 巴育·占奥差 陸軍上将 全国维持和平秩序委员会主席 | 拉玛十世                                  | 2014年8月24日－2022年8月24日 （8年0天）    | 軍人           | 2014年通過政變上台，2014年至2019年通过全国维持和平秩序委员会统治，2022年遭宪法法院停职 |          |
| 代理 | -    | 巴威·翁素万 陸軍上將                            |                                           | 2022年8月24日－2022年9月30日 （37天）      | 軍人           |                                                                                        |          |
| (37) | -    | 巴育·占奥差                                     |                                           | 2022年9月30日－2023年8月22日（326天）      | 軍人           | 復職                                                                                   |          |
| 38   | 30   | 赛塔·他威信                                     |                                           | 2023年8月22日－2024年8月14日（358天）      | 为泰党         | 遭憲法法院解職                                                                         |          |
| 代理 | -    | 普譚·威乍耶猜                                   |                                           | 2024年8月14日－2024年8月16日 （2天）       | 为泰党         |                                                                                        |          |
| 39   | 31   | 佩通坦·欽那瓦                                   |                                           | 2024年8月16日－2025年7月1日 （319天）      | 为泰党         | 2025年7月1日起遭宪法法院停职                                                           |          |
| 代理 | -    | 素里亚·庄龙伦吉                                 |                                           | 2025年7月1日－ 2025年7月3日（2天）         | 为泰党         |                                                                                        |          |
| 代理 | -    | 普譚·威乍耶猜                                   |                                           | 2025年7月3日－ （11天）                    | 为泰党         |                                                                                        |          |

## 在世前任總理
截至2025年7月，在世的前任泰國總理有10位，他们分別是（依據任期先后排名）：
| 姓名            | 任期                       | 出生日期和年齡 |
| --------------- | -------------------------- | -------------- |
| 阿南·班雅拉春   | （1991－1992）             | 1932年8月9日   |
| 川·立派         | （1992－1995，1997－2001） | 1938年7月28日  |
| 差瓦立·永猜裕   | （1996－1997）             | 1932年5月15日  |
| 他信·欽那瓦     | （2001－2006）             | 1949年7月26日  |
| 素拉育·朱拉暖   | （2006－2008）             | 1943年8月28日  |
| 颂猜·旺沙瓦     | （2008）                   | 1947年8月31日  |
| 阿披实·威差奇瓦 | （2008－2011）             | 1964年8月3日   |
| 英叻·钦那瓦     | （2011－2014）             | 1967年6月21日  |
| 巴育·占奥差     | （2014－2023）             | 1954年3月21日  |
| 赛塔·他威信     | （2023－2024）             | 1962年2月15日  |

最近去世的一位前任泰國總理是苏钦达·甲巴允（任期：1992年），他於2025年6月10日去世，享寿91歲。